# Травневий наступ польських військ
Травневий наступ польських військ

## Передмова
У другій частині квітня повели наступи на всіх відтинках, причому в районі II корпусу вони 15 квітня здобули Чортівську Скалу й Лисиничі під Львовом. Не припинила польської офензиви телеграма Падеревського 17 квітня, вислана під напором Найвищої Ради Антанти до варшавського уряду, з вимогою припинити бої на галицькому фронті. 17 квітня поляки відтиснули українські частини на південь від Любіня Великого й Скнилова, а 20 квітня захопили Басівку, Глинну, Солонку, Сокільники, Зубру, Пасіки-Зубрицькі, Бульки й Цішки. 29 квітня відтиснули поляки дивізію отамана Долуда й 4 бригаду з-під Брюхович, Лисої Гори, Малехова, Дублян, Сорок, Підборець, Миклашева й Підберізець, що відсунуло кільце української облоги Львова поза лінії досяжності артилерійського обстрілу.
Одночасно з погіршенням ситуації УГА на Західному фронті, ускладнилася вона на сході. Більшовики, розколовши при кінці березня армію УНР на дві частки, з яких одну примусили перейти до Румунії, а другу на Волинь, наблизилися до Збруча. Начальна Команда УГА побачила себе примушеною створити новий, східний фронт, що зорганізований в терміновому порядку під командою отамана Ляєра в районі Підволочиська, загородив більшовикам подальшу дорогу на захід.

## Підготування сторін
25 квітня у Варшаві підписується контракт між урядами Польщі та Франції про відправлення до першої французької військової місії під керунком генерала П. Анрі для організування, вишколу та постачання польської армії.
На Галицькому фронті поляки мали 31 тисячу багнетів і 45 батарей артилерії (154 гармати). За даними польської розвідки, Галицька армія у ті дні мала 60 тис. бійців і 50 батарей артилерії або 200 гармат — але без набоїв та амуніції. Згідно з розпорядженнями по гармашах, забезпеченість стрільнями у артилеристів становила 3 стрільні на 1 гармату. У період відступу 4-ї Золочівської бригади від околиць Львова, батареї артилерійського полку прикривали відхід, прицільним вогнем стримували атаки поляків. Коли на І корпус полковника О. Микитки навалилися вишколені корпуси армії генерала Ю. Галлера, що прибула із Франції, 5-й гарматний полк вдало відбивав ворожі атаки, прикривав відступ своєї бригади. Артгрупа «Глибока» разом з куренями Гірської бригади була відрізана від головних сил III корпусу й змушена перейти чеський кордон, де її інтернували. З інших батарей, які діяли на цій ділянці фронту, створили 8-й гарматний полк на чолі з сотником Осипом Царевичем, якого невдовзі замінив сотник О. Бранднер.
30 квітня Галлер прибуває до Львова для особистої рекогносцировки, його урочисто зустрічає польське населення міста. За його планом польська армія мала наступати з лінії Ковель — Володимир-Волинський — Грубешів — Тишовці (Томашівський повіт) у загальному напрямі на Луцьк, Броди і далі — на Бережани, Тернопіль, Бучач з виходом у глибокий тил галичан. Польський міністр закордонних справ Станіслав Грабскі свідомо приховав від парламенту Речі Посполитої отриману з Парижа депешу про те, що Антанта ініціювала мирні переговори між поляками та українцями. Відтак польський Сейм ухвалив рішення про наступ.
Начальна Команда Галицької армії знала про польські приготування. Начальник штабу полковник В. Курманович, при погодженні з М.Омеляновичем-Павленком, розробив план відступу до Карпат і 27 квітня цей план був озвучений на військовій нараді. Проте він був відкинутий президентом Є.Петрушевичем і урядом на чолі з С.Голубовичем. Це викликало обурення і заяви про відставку від Омеляновича-Павленка і полковника Курмановича. Відставку не було прийнято, але головним стало те, що штаб армії перед важливими боями не мав чіткого плану, а обидва воєначальники у майбутніх боях більше намагалися зберегти армію, а не територію.
13 травня уряд ЗОУНР прийняв пропозицію міжнародної комісії генерала Л.Боти — проте польський уряд її відкинув; Рада державних секретарів в Станіславові ухвалює постанови про загальну мобілізацію до Галицької армії. Проте через загальний наступ поляків ці постанови не вдалося виконати.

## Власне наступ
15 травня шість добре озброєних польських дивізій розпочали наступ по всьому фронту. На Волині польські вояки натрапили на впертий опір галичан. Але 16 травня трапилася катастрофа — Холмська група генерала О.Осецького Армії УНР була оточена у Луцьку через те, що правий фланг УГА залишився неприкритим. Начальна Команда віддало наказ І корпусу відійти за річку Стир і своїм східним крилом прикрити шлях до Бродів. На той час і штрафна служба взяла участь у боях на передові. Так, Ясенівська та Боратинська «штрафні» воювали під Львовом, одна Брідська сотня — під Белзом, а ще одна знаходилася в складі залоги Дубна.
Травнева офензива польського війська, яка проломила фронт, мала успіх лише тому, що проти Української Галицької Армії була кинута відмобілізована і прекрасно узброєна армія генерала Галлера — і теж згідно з розпорядженням Пілсудського й всупереч волі Антанти. Також Румунія 24 травня спільно з дивізією польського генерала Л.Желіговського виступила проти галицьких територій, за кордон Дністер- Нижнів -Ворохта. Навесні 1919 у зв'язку з наближенням частин Червоної Армії до Збруча виник Східний фронт УГА. Група отамана Алоїза Ляєра, що оперувала в районі Підволочиська, затримала для своїх потреб провізоричний панцерний потяг армії УНР, що відступав із Наддніпрянщини. Очолив його четар Квасниця; панцерка не раз підтримувала успішну атаку стрільців, під час однієї з них було відбито Підволочиськ. Подальша участь у бойових діях обмежилася проведенням артилерійських нападів на східний берег Збруча.
16 травня польські війська окупували Сокаль, Кристинопіль і Великі Мости. Панцерний потяг «Ч. 2» було скеровано на допомогу 8-ій бригаді, проти якої оперували головні сили з'єднання генерала Івашкевича. Залога панцерки діяла без підтримки піхоти. За селом Воютичами потяг вступив у артилерійську дуель з батареєю противника. Гармаші хорунжого Омеляна Верхоли подавили польську батарею. Однак цей успіх, не підкріплений діями інших частин, не міг зупинити загальну катастрофу. Ввечері 16 травня українці залишили Самбір, причому висадили в повітря залізничний міст через Дністер, не дочекавшись відвороту панцерного потяга. Внаслідок цього залога змушена була його знищити. У Дрогобичі екіпаж пересів на свою стару панцерку «Люся» і продовжував воювати, однак спроба начальної команди УГА зупинити польський наступ на рубежі ріки Бистриці успіху не мала.
17 травня командарм Омелянович-Павленко наказав негайно відправити до Дрогобича 8 куренів і 8 батарей. Наступного дня генерал особисто вирушив до Дрогобича. Втілити у життя план, направлений на втримання нафтового басейну, не вдалося. Після короткої паузи вранці 18 травня польське військо прорвало фронт в районі Дублян, через що галицькі підрозділи мусили відступити до північних околиць Дрогобича.

Звитяжно загинулий поручник УГА Ілько Мельник

Вночі з 18 на 19 травня 4-та польська дивізія піхоти генерала Александровича, наступаючи від Хирова, зайняла Борислав і Дрогобич, в яких українці залишили непошкодженими всі копальні нафти і нафтові рафінерії, а познанці генерала Конаржевського, випадом з-під Комарна і Рудок, розбили 7-му Львівську бригаду А. Бізанца та зайняли Миколаїв над Дністром. Того ж таки дня познанці форсували Дністер і почали марш на місто Стрий, яке зайняли 20 травня, на велику радість місцевих поляків.
Ввечері 18 травня війська 3-го корпусу без комунікування з Начальною командою (що надалі польськими джерелами трактувалося як панічний відступ), бачачи неможливість оборони, залишили Дрогобич. Залізнична колія виявилася заблокованою, тому палаючу «Люсю» залишили на міському двірці, де її захопили поляки. Зі Станіславова надійшов ще один провізоричний панцерний потяг, який обсадила залога «Люсі». Він підтримував оборону 3-го корпусу на лінії річки Свічі, після прориву фронту відійшов до Калуша. Там стрільці знищили залишені напризволяще склади військового майна та вирушили до Станіславова. Дорога виявилася забитою покинутими потягами, відступати не було жодної можливості, тому залога втретє знищила свою панцерку і приєдналася до піхотинців. 19 травня польські сили зайняли Дрогобич.
У половині травня зламалася лінія фронту, почався відступ, по лінію Серету. Відступ був непідготовлений; цивільна влада і Начальна Команда не мали виробленого плану, зміняли накази та напрямок концентрації відступаючої армії мало не щодня. Внаслідок цього при загальній деморалізації та пасивному спротиві ворожого елементу серед залізничників, евакуація була надзвичайно затруднена. Багато майна було залишено, більшість лікарів-чужинців покинуло армію, армія зосталася майже без військових лічниць. Поранених і хворих треба було здавати до цивільних шпиталів, але їх кількість теж постійно зменшувалась, при частинах наростали обози хворих.
19 травня Начальна Команда віддала наказ про відворіт за Стрий та Дністер. 20 травня Омелянович-Павленко наказав на тилових пунктах організувати загони для виловлювання дезертирів, формування та відправлення їх знову на фронт. Для посилення дисципліни було заборонено вживання алкогольних напоїв, також поступив наказ реквізувати при відступі кавалерійські коні та формувати кінні частини по курінням і кінні сотні по бригадам.
21 травня батальйон капітана Родзинського форсував річку Стир під Берестечком і після короткого бою зайняв місто. 22 травня українські військові підрозділи згідно з наказом Начальної Команди залишили Броди. Відхід частин прикривав загін з 200 стрільців сотника Королевича. 1 червня польські сили зайняли весь Брідський повіт.
Головною проблемою був брак набоїв: «Корпуса вимагають рушничних набоїв — не маю нічого» — доповідав Омелянович-Павленко. 22 травня Начальна Команда отримала лист від коменданта 8-ї румунської дивізії Я.Задіки, з вимогою віддання їм залізниці Коломия — Доляшин — Мармарош Сигот. 24 травня румуни зайняли залізницю та місто Коломию. Того ж дня поляки відновили наступ, захопивши стратегічно важливу переправу через Дністер на схід від річки Свічі. Начальна Команда наказала відійти на північ від Дністра: І корпус в район Теребовлі, ІІ — район Чорткова, ІІІ — район Товстого.

## Радянська частка в українсько-польській війні
В середині травня, прорвавши оборону військ УНР під Ямполем, більшовики здійснили рейд по тилах. 20 травня 3-тисячний загін черовноармійців майже без бою оволодів Кременцем. Цей напад був настільки несподіваним, що українська залога міста не змогла вчинити опору і розбіглася.
24 травня після кількаденних боїв Рівне і Здолбунів захоплені Червоною армією, Дієва Армія УНР відходить на захід.

## Армія УНР та Військо Польське
Ще 18 травня штаб Армії УНР вислав депутацію до польського командування — щодо ставлення про заключення перемир'я між польською та українською арміями під проводом С. Петлюри. Поляки на ведення переговорів відповіли принциповою згодою. 1 червня вислано військову делегацію генерал-поручника Дельвіга з дорученням досягти нейтральності Польщі, визначити демаркаційну лінію і виробити план спільних операцій проти більшовиків. У вислідку переговорів польська армія поволі посувалася за частинами Армії УНР, що відступали на Волинському фронті, тоді як фактично могла б принести непоправну шкоду. Просунувшись на лінію пізніших її кордонів (до 1939 року) на Волині, вона спинила свій рух на схід. Таким чином, командування Української Армії провізорично ліквідувало свій західний фронт проти поляків, хоч фактично перемир'я не було підписано. Запілля її було до певної міри забезпечено.
24 травня польське командування на звернення військової місії УНР полковника Левчука припиняє бойові дії та погоджується на переговори. Тоді ж полковник Б.Курдиновський, що мав напівофіційні повноваження від уряду УНР, підписує з прем'єром Польщі Ігнаци Падеревським військово-політичну угоду — УНР в обмін на зречення прав на Східну Галичину та західну Волинь — на користь Польщі — мала отримати політичне визнання та військову допомогу. Хоча угода не була реалізована, але завдала значної шкоди відносинам УНР та ЗУНР.

## Завершення
25 травня більшість урядових інституцій ЗОУНР (в тому числі УНРада) та військо відступили з Станіславова. Того ж дня місто повністю опанували збройні відділи, утворені місцевим польським населенням. Відразу на свої місця з'явилися комендант міста, повітовий староста та урядники, що свідчило про добре підготовлені таємні організації. Залишаючи Станиславів, українці, щоб не покидати мешканців на поталу мародерам і грабіжникам, передали владу місцевому Польському національному комітету. Організована комітетом міліція, покликана підтримувати порядок у місті до прибуття регулярних частин польського війська, не обмежилася цим. Встановивши кулемети на залізничних платформах, поляки навсібіч розіслали імпровізовані бронепотяги, займаючи з їх допомогою навколишні села. 27 травня один із них вирушив до Єзуполя. 28 травня до Станіславова вже прибули вояки поручника Мачека і 9-й полк уланів зі складу дивізії генерала Александровича. Під їхнім натиском 120 «гуцулів» поручника Юрківа змушені були відступити, вояки УГА змушено знищили міст через Дністер в Галичі.
Команда польського бронепотяга «Смок» оволоділа 25 травня складом амуніції в Букачівцях. Наступного дня в руках його залоги опинилася станція Бурштин, а 27 травня «Смок» вирушив далі з метою опанувати мостами у Галичі й Єзуполі.
26-27 травня польські частини вступили у Галич, Калуш й з'єдналася з румунами в районі сіл Кропивник — Струтин — Спас.
27 травня полковник Курманович інформував Головнокомандувача УГА генерала Олександра Грекова, що ІІІ корпус одержав наказ «знищити основно всі переходи на Дністрі». Таким кроком Начальна Команда розраховувала не лише вивести з-під удару ворога пошарпаний невдалими боями ІІІ корпус — позбавлені переправ, одразу 2 польські дивізії зі складу операційної групи генерала Вацлава Івашкевича — 3 дивізія легіонерів і 4 дивізія піхоти — на певний час перетворювалися у пасивних спостерігачів подій, які розгорталися б на лівому березі Дністра.
29 травня на нараді в Бережанах президент Є. Петрушевич офіційно призначає генерала О.Греківа Начальним Вождем. Командармом залишався Омелянович-Павленко. Це не змінило загальної ситуації на фронті — 1 червня поляки увійшли в Бережани, 2 червня — до Тернополя. Після цього Галицька армія відірвалася від польських військ і вже 4 червня поляки не мали бойового контакту з УГА. Галицькі частини зосередилась у трикутнику між річками Дністер і Збруч та залізницею Чортків — Гусятин.
Протягом дводенного польським силам наступу вдалося зайняти Волинь і створити загрозу тилам УГА. Успіх поляків спритно використала більшовицька Росія. Її XII армія розгорнула наступ на Кременець - Рівне. Залишки Наддніпрянської армії відступили на Тернопільщину. Під час травневої офензиви УГА зазнала великих втрат — за два тижні її чисельність скоротилася на 10-12 тис. бійців. 
Останні бої на Тлумаччині відбулися 5-6 червня: комендант повітової жандармерії Іван Наконечний разом з однодумцями прагнули затримати ворога, та співвідношення було явно не на їхню користь. Протрималися вони декілька годин, і всі 90 стрільців в тому бою загинули.
На Івано-Франківському цвинтарі знайдено поховання 147 вояків УГА. Саме кладовище у 1980-83 розрівняли і перетворили у «місце для відпочинку трудящих».

## Витоки
- Медична служба
- Панцерні потяги УГА
- Велика історія України
- Олег Павлишин. Суспільно-політична криза в ЗУНР у першій половині 1919 року
- Військова діяльність генерала М.Омеляновича-Павленка на чолі Української Галицької Армії
- Гонитва за мостами
- Пам'ятки
- Удовиченко. Україна в війні за державність
- Сокаль і Сокальщина
- Лев Шанківський. Стрий.